# Son of Sagittarius
«Son of Sagittarius» es una canción de Eddie Kendricks. Fue publicada el 16 de abril de 1974 como el segundo sencillo de su cuarto álbum de estudio, Boogie Down!

## Recepción de la crítica
Un escritor no especificado de Record World le otorgó el certificado de “Hit of the Week”, y elogió su “producción astrológica y asombrosamente perfecta”. Un escritor no especificado de Billboard describió «Son of Sagittarius» como “otra canción sólida” con “letras más sofisticadas y más variedad que los dos trabajos anteriores”.

## Lista de canciones
| US 7-inch single |                      |                                         |          |  |
| N.º              | Título               | Escritor(es)                            | Duración |  |
| 1.               | «Son of Sagittarius» | Frank Wilson Leonard Caston Anita Poree | 3:12     |  |
| 2.               | «Trust Your Heart»   | Wilson Caston Terri McFaddin            | 4:13     |  |

## Posicionamiento
| Gráfica (1974)                              | Pico de posición |
| ------------------------------------------- | ---------------- |
| Estados Unidos (Billboard Hot 100)          | 28               |
| Estados Unidos (Billboard Hot Soul Singles) | 5                |